# Cinturó de foc del Pacífic

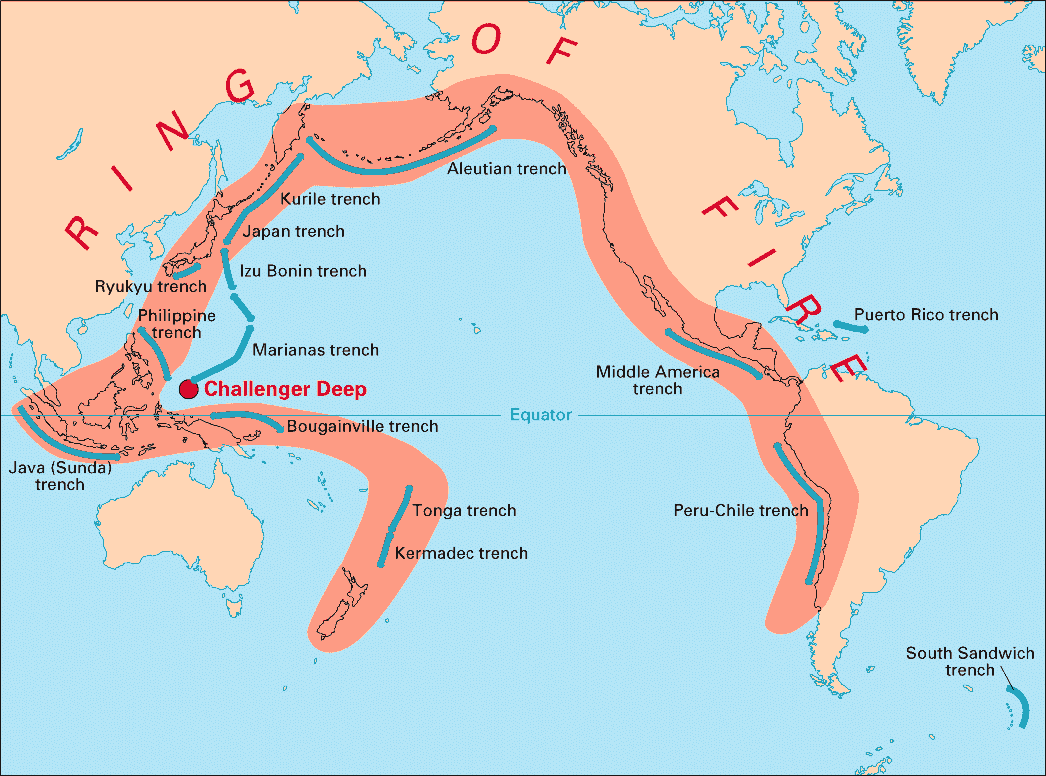
Cinturó de foc.

El cinturó de foc del Pacífic, també anomenat cinturó del Pacífic o, simplement, cinturó de foc (o cinyell de foc), envolta una gran part de l'oceà Pacífic i s'estén per les costes occidentals d'Amèrica des de Xile fins al Canadà, després gira a l'altura de les Illes Aleutianes i continua el seu recorregut a Àsia, al llarg de les costes de la Xina, Japó, i les illes i arxipèlags del sud-est asiàtic, com Filipines i Nova Guinea, i acaba el recorregut a Oceania, a Nova Zelanda.
És una franja d'activitat sísmica i volcànica que es concentra la majoria dels terratrèmols i volcans actius del món, convertint-la en una de les zones més estudiades en termes de geologia, vulcanologia i sismologia, i a part, és una de les zones més actives de la litosfera pel nombre més gran de contactes entre plaques que es produeix.
L'activitat sísmica i volcànica en el Cinturó de Foc està estretament relacionada amb la tectònica de plaques, que és el procés mitjançant el qual les grans lloses de l'escorça terrestre, coneguda com a plaques tectòniques, es desplacen lentament sobre l'astenosfera (una capa de la Terra que permet aquest moviment).
Aquest desplaçament crea una gran varietat de fenòmens geològics, com terratrèmols i erupcions volcàniques. El Cinturó de Foc està en les fronteres de moltes d'aquestes plaques tectòniques, el que el converteix en una regió particularment activa.

## Plaques tectòniques
Els processos que estan presents en aquestes fronteres inclouen; la subducció, la col·lisió, el xoc de plaques i el desplaçament lateral de les plaques.
La col·lisió i el xoc de les plaques tectòniques es poden donar de dues formes diferents; de forma divergent i de forma convergent.
En la forma divergent, les plaques se separen fent que el magma sorgeixi a la superfície des de les profunditats del mantell de la Terra i es crea, per exemple, una nova litosfera.
En canvi, en la forma divergent, hi ha una col·lisió entre dues plaques, fent que es formi diferents serralades o muntanyes i que també es formin els volcans.

Subducció entre dues plaques tectòniques.

Un altre fenomen que es pot donar és que en comptes de xocar, hi hagi una subducció. La subducció és un procés en què una placa tectònica va en direcció cap a baix d'una altra placa. Això passa, per exemple, en la zona de subducció de la placa del Pacífic que està a sota de les plaques continentals. Com és el cas de la placa de Nazca que es troba sota de la placa Sud-americana en la costa de Xile.
Aquesta és una de les causes principals dels terratrèmols i de l'activitat volcànica. A més, una estructura típica associada a aquest fenomen és la formació de l'arc illa (un arxipèlag volcànic construït per una seqüència d'illes disposades en forma d'arc). La majoria d'aquests arcs illa es troben en l'oceà Pacífic, a la zona on està el Cinturó de Foc.

## Punts d'ubicació

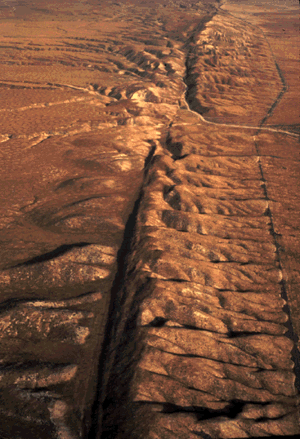
Falla de San Andrés.

Amb la col·lisió i el xoc de plaques, en trobar-se amb dues plaques tectòniques, es genera una activitat sísmica. Aquest tipus d'interacció s'observa en regions com el Japó, on la placa euro asiàtic i la placa del Pacífic col·lisionen.
En altres zones, com la falla de San Andrés a Califòrnia, les plaques es mouen lateralment una respecte a l'altre. Aquest tipus d'interacció també pot generar terratrèmols forts.
El Cinturó de Foc té més dels 75% dels volcans actius del món i més del 80% dels terratrèmols registrats globalment. Això és a causa que les plaques que es troben en aquesta zona estan en constant moviment, el que genera friccions i deformacions en l'escorça terrestre. El resultat és que tenim diferents comportaments; la subducció i els terratrèmols.
El Cinturó de Foc comprèn diferents àrees de gran rellevància geològica. Els principals països que estan presents per aquesta regió inclouen: 
Amèrica del Nord on el Cinturó de Foc afecta països com;
- Canadà.
- Els Estats Units amb diferents falles com la falla San Andrés a Califòrnia, i volcans actius com el del Mont St. Helens.
- Mèxic.

Amèrica Central i Amèrica del Sud té la interacció entre les plaques de Nazca i Sud-americana és responsable de la formació de diferents volcans en la serralada dels Andes i en països com;
- Xile.
- Equador.
- Colòmbia.
- Costa Rica.
- Nicaragua.

Àsia Oriental i Sud-oriental;
- Japó.
- Indonèsia.
- Filipines.

Altres països d'aquesta regió estan en la part oriental del Cinturó de Foc, on la interacció de les plaques del Pacífic amb la placa d'Euràsia, la placa filipina i la placa indo-australiana genera activitats sísmiques i volcànica significativa.
A Oceania amb països com;
- Papua Nova Guinea.
- Nova Zelanda.

Com a conseqüència, hi ha freqüents terratrèmols i activitat volcànica a causa de les plaques tectòniques que es troben en aquella zona.
Una de les característiques més notables del Cinturó de Foc són les nombroses falles tectòniques que existeixen al llarg de la regió. Aquestes falles són fractures en l'escorça terrestre a través de les quals les plaques tectòniques es mouen.
Alguns dels volcans més famosos del món es troben en el Cinturó de Foc, com el Mont St. Helens als Estats Units, el Popocatépetl a Mèxic, el Cotopaxi a l'Equador, el Merapi a Indonèsia i el Mont Fuji al Japó.
Al llarg de la història, el Cinturó de Foc ha sigut l'epicentre d'alguns terratrèmols més forts i destructius que s'han registrat. En el 2011, el terratrèmol de magnitud 9.0 que va afectar el Japó i el terratrèmol del 2010 a Xile (amb magnitud 8.8).